# Pancratium maritimum
Pancratium maritimum — вид рослин родини амарилісові (Amaryllidaceae). З лат. maritimum — «море», що вказує на його прибережне середовище існування.

## Морфологія
Це цибулинна багаторічна рослина, яка досягає зростання висот від 60 до 75 см, з широко лінійним грубим листям сіро-зеленого кольору довжиною до 75 см і шириною 1–2 см, вічнозелена, але листя часто відмирає спекотним літом. Цибулина має діаметр від 5 до 7 см. Квітів 3–15 у парасольці, до 15 см завдовжки, білі. Квіти мають приємний, екзотичний і дуже тонкий лілійний аромат, який стає очевидним лише під час безвітряної літньої ночі. Великі й ароматні квіти цвітуть тільки з полудня до наступного ранку. Плід має вигляд капсули завдовжки від 2,3 до 3 см, що містить чорне блискуче насіння неправильної форми. Капсули плоду містить від 10 до 40 насіння. Є підозри, що насіння поширюється за допомогою мурах. Насіння також плавуче і може бути поширене ще за допомогою морської води.

## Поширення, біологія
Він живе в прибережних дюнах і подібних місцях на піщаних пляжах. Поширений на узбережжі Середземного моря, але також на берегах Чорного моря, від Португалії, Марокко та Канарських островів до Туреччини, Сирії, Ізраїлю та Кавказу. 
Цвітіння з серпня по жовтень.

## Галерея

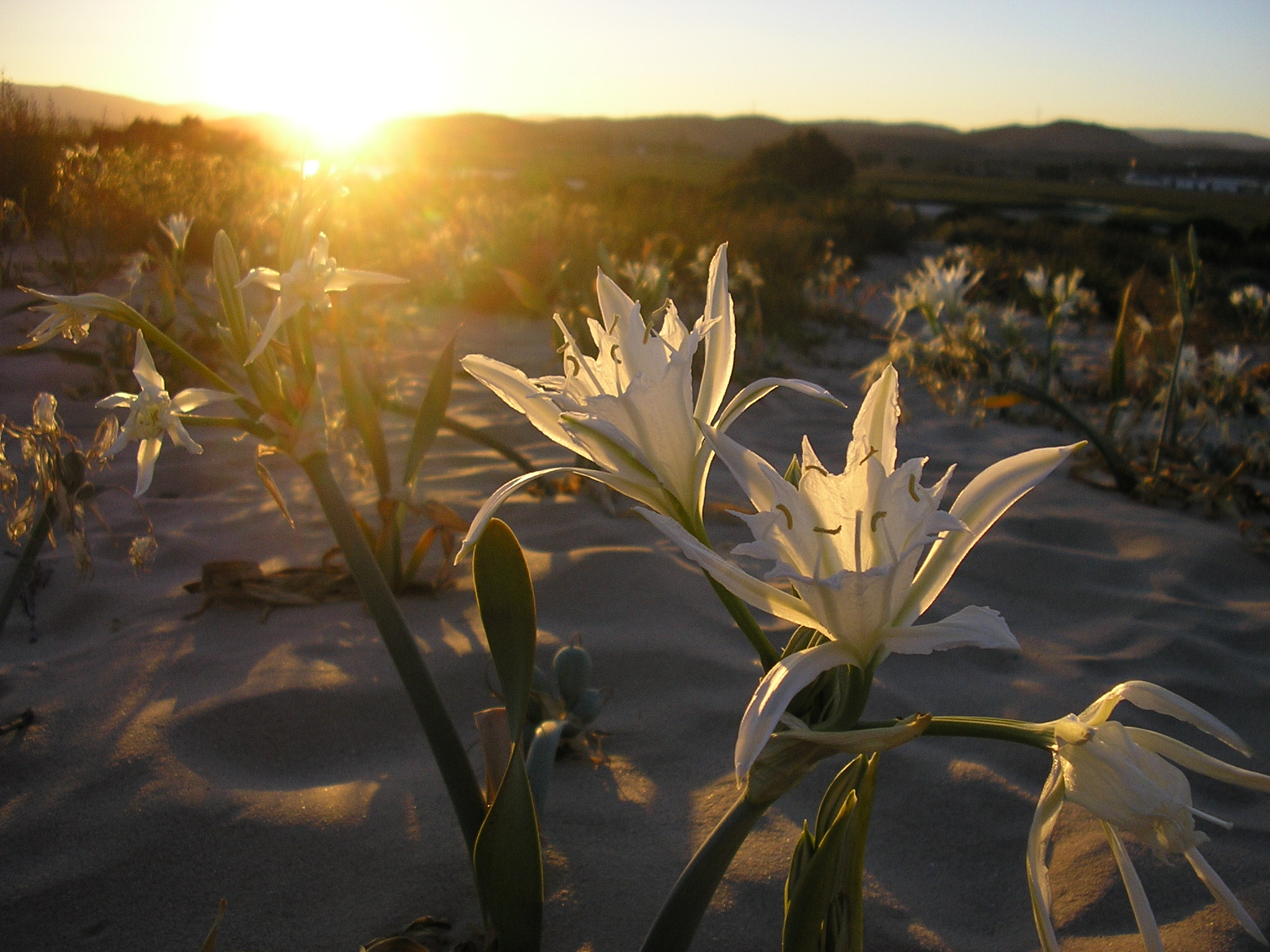
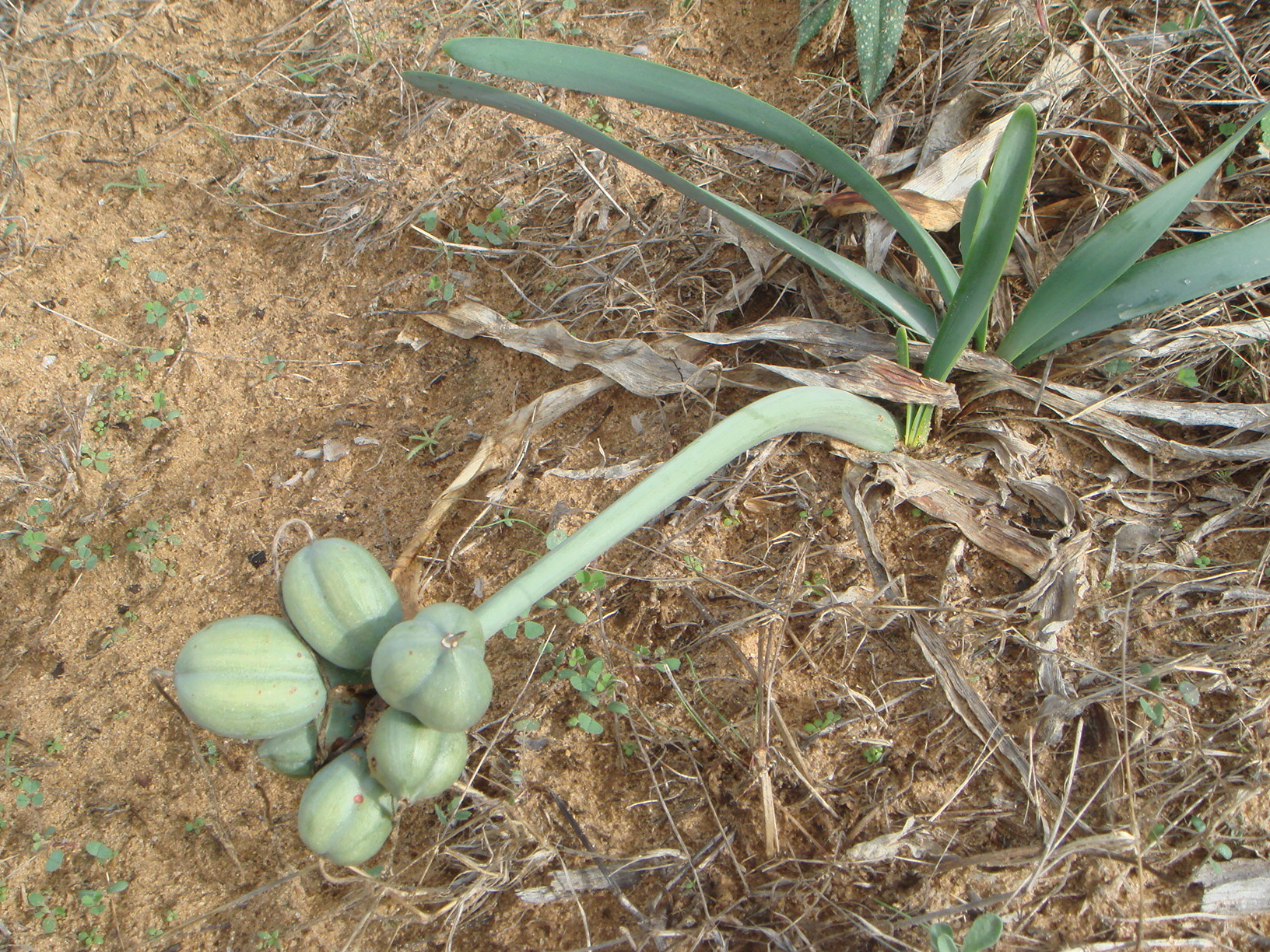
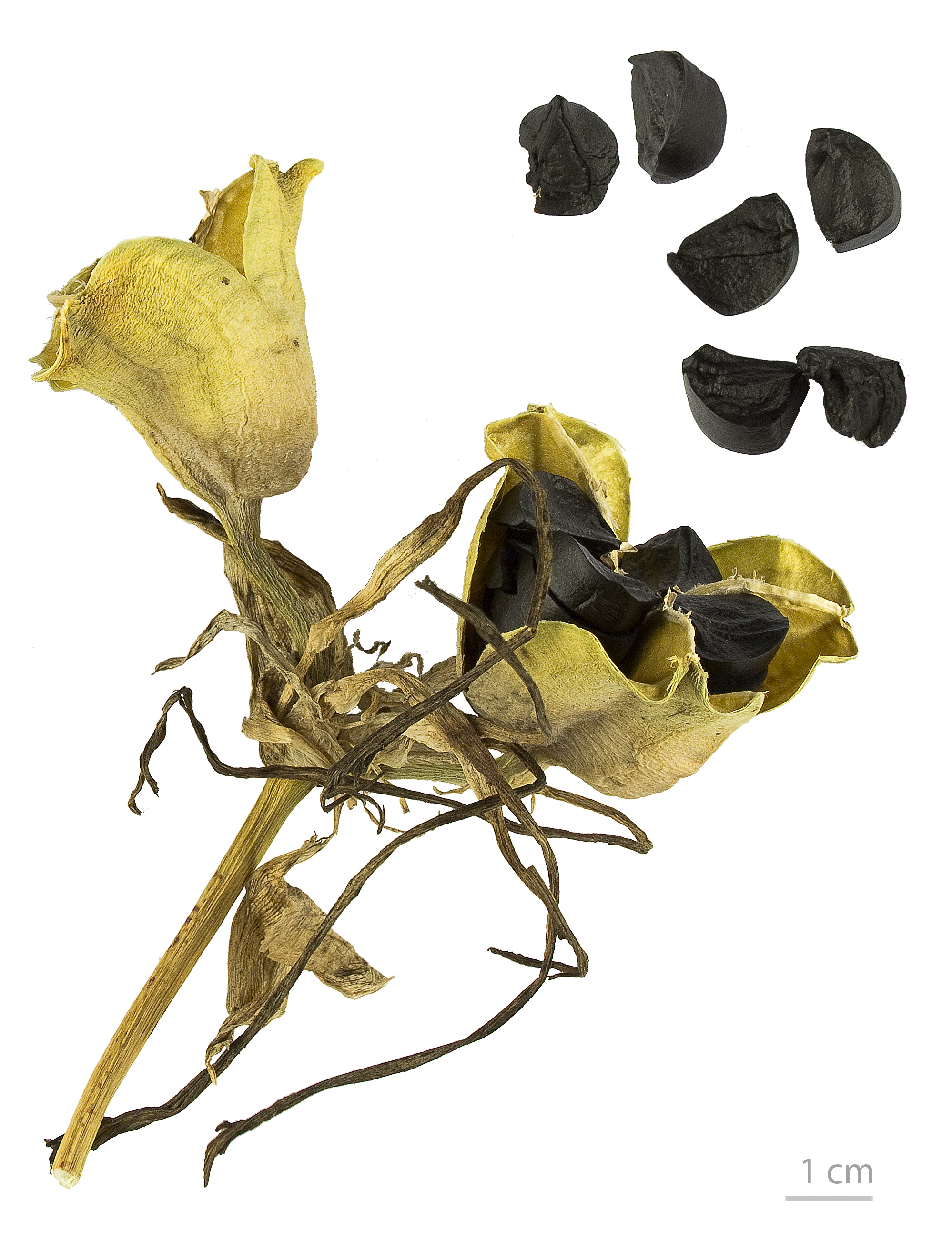
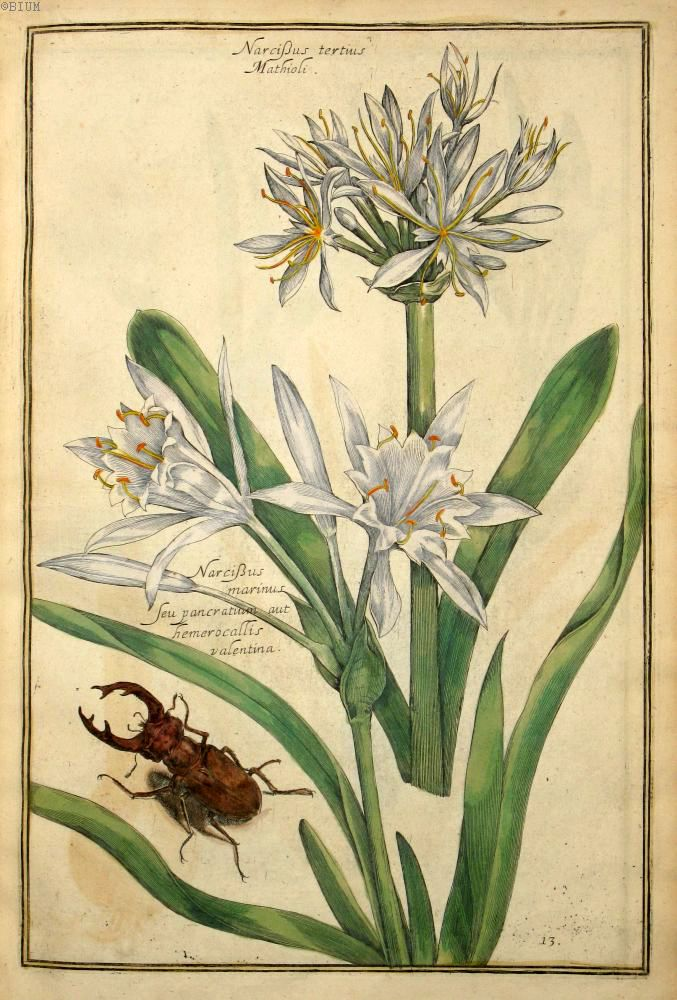

| Гібіскус | Це незавершена стаття про квіткові рослини. Ви можете допомогти проєкту, виправивши або дописавши її. |